# Kobylka dubová
Kobylka dubová (Meconema thalassinum) je zástupce čeledi kobylkovitých spadajícího pod řád rovnokřídlých.

## Znaky
Barva jejího těla a krytek je světle zelená, od středu temene po konec štítu prochází žlutý podélný pruh. Nohy má žluté, tykadla pak žlutá s hnědým kroužkováním. Dorůstá velikosti 11–19 mm (délka děla), 10,5–17 mm (délka krytek) a 9–11 mm (délka kladélka).

## Výskyt
Tento evropský druh je hojný především v nížinách a pahorkatinách a vyskytuje se od Portugalska a Britských ostrovů po Kavkaz, na severu po jižní Švédsko a na jihu po Itálii a Srbsko. V České republice se rovněž jedná o hojný druh.

## Ekologie
Domovem kobylky dubové jsou keře a stromy v listnatých a smíšených lesích, parcích, zahradách apod. Aktivní je zejména za soumraku a v noci, často zalétá oknem do osvícených místností. Samci nemají vyvinutý stridulační aparát, zvuky dovedou vydávat klepáním („bubnováním“) zadníma nohama na povrch listů nebo větviček.

## Potrava
Jemný hmyz a larvy ale někdy také rostlinné části.